# Король Литви
Король Литви (лат. Rex Litwinorum) — офіційний титул правителя Литви в 1253—1263, 1430, 1918 роках. Уперше був наданий великому князю Литовському Міндовгу папою Римським Інокентієм IV. Також «Король Литви» є аристократичним титулом, який носили нащадки останнього короля Литви Міндовга II.

## Міндовги

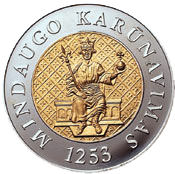
Реверс пам'ятної монети 200 лит «750 років коронації Міндовга» (2003 р.)

Папа Римський Інокентій IV Інокентій IV проявляв неодноразовий інтерес до східної Європи та робив спроби об'єднати християн в єдину антимонгольську коаліцію. У 1253 році Інокентій IV надає великому князю Литви (яка з 17 липня 1251 року мала статус «королівства») Міндовгу титул короля Литви. Міндовг став першим і останнім королем Литви, а його наступники знову називалися великими князями. Незважаючи на це, правителі Великого князівства Литовського часто називали себе лат. rex, що в перекладі означає «король».

## Гедиміновичі
1429 року під час з'їзду європейських монархів у Луцьку король Німеччини (Римський король) Сигізмунд порушив питання про надання великому князю Литовському Вітовту королівського титулу. Попри протидію Польщі, 1430 року король Сигізмунд проголосив Вітовта королем «Литовського королівства». Але призначена на 29 вересня 1430 року коронація не відбулася з причини перехоплення польською шляхтою посланців Сигізмунда та викрадення виготовленої в Нюрнбергу та освяченої корони. 27 жовтня 1430 року Вітовт помер, так і не дочекавшись коронації.
Після підписання Люблінської унії в 1569 році було створено литовсько-польську державу Річ Посполита. Протягом 226 років існування цієї держави було короновано 16 монархів. Правителі Речі Посполитої, разом з титулом «король Польщі», мали титул «Великого князя Литовського».

## Урахи
Третім та останнім королем Литви був проголошений 11 липня 1918 року німецький дворянин Вільгельм Урах як король Міндовг II. Литовська Таріба 4 липня 1918 року (ще до проголошення заснування королівства) надіслала запрошення герцогу Вільгельму фон Ураху, де були вказані умови, за яких він міг стати королем. 12 липня 1918 року Вільгельму було надіслано офіційне запрошення зайняти трон Литви. 13 липня пропозицію було прийнято.
2 листопада 1918 року Державна Рада Литви внесла правки до конституції, змінивши форму правління на республіку, тим самим поклавши кінець короткому правлінню короля Міндовга II. Міндовг II, не був коронований, оскільки жодного разу не встиг побувати у своєму королівстві.

## Титулярні королі Литви

Герб герцогів фон Урах

Не дивлячись на те, що Литовське королівство було перетворено на республіку, герцог Вільгельм фон Урах залишив собі титул «короля Литви», та передав його нащадкам. Цей титул став частиною титулатури наступних герцогів Урах, представників Урахської гілки королівської Вюртемберзької династії.

### Перелік титульних королів Литви
- Вільгельм II фон Урах (Міндовг II, 1864—1928) — 2-й герцог Урах (1869—1928). Король Литви (11.07.1918-2.11.1918). 1-й титулярний король Литви (1918—1928)
- Карл Геро Альбрехт Жозеф Вильгельм Антон Мария-Урах (Карл I, 1899—1981) — 3-й герцог Урах, 2-й титулярний король Литви (1928—1981)
- Карл Ансельм Франс Йосип Вільгельм Людвіг Пилип Геро Марія Урах (Карл II, 1955 р.н.) — 4-й герцог Урах, 3-й титулярний король Литви (1981—1991)
- Вільгельм Альберт Рафаель Марія Урах (1957 р.н.) — 5-й герцог Урах (з 1991), один з претендентів на титул короля Литви
- Ебергард Фрідріх Ініго Урах (1957 р.н.) — один з претендентів на титул короля Литви

## Додаткові факти
- Вільгельм фон Урах став королем, як Міндовг II, вказавши себе як на наступника Міндовга I.
- Ебергард Фрідріх Ініго Урах у 2009 році приїздив до Литви. Він зауважив, що якщо б йому запропонували литовський престол, він би не відмовився.[6]

## Галерея

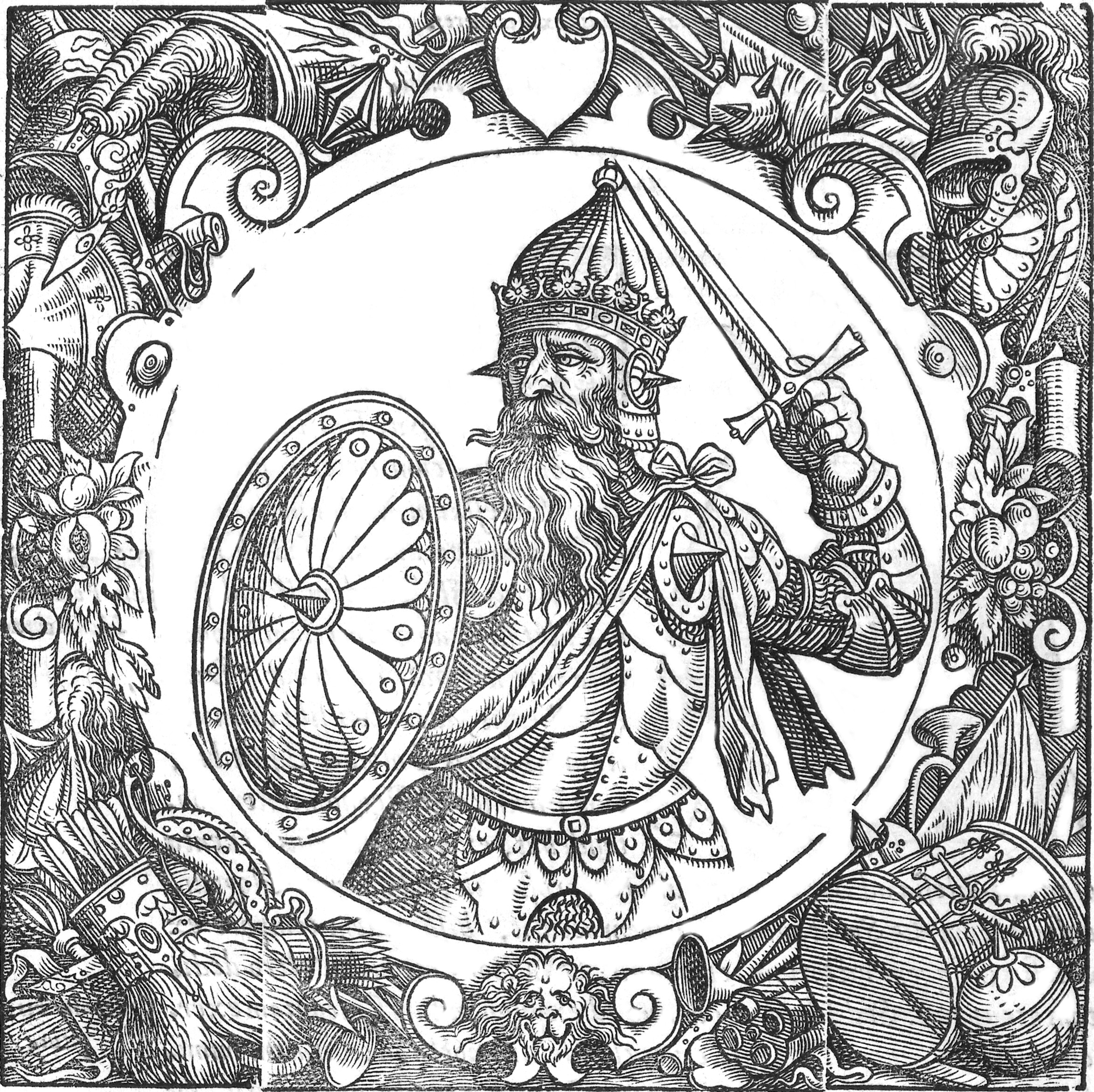
Міндовг
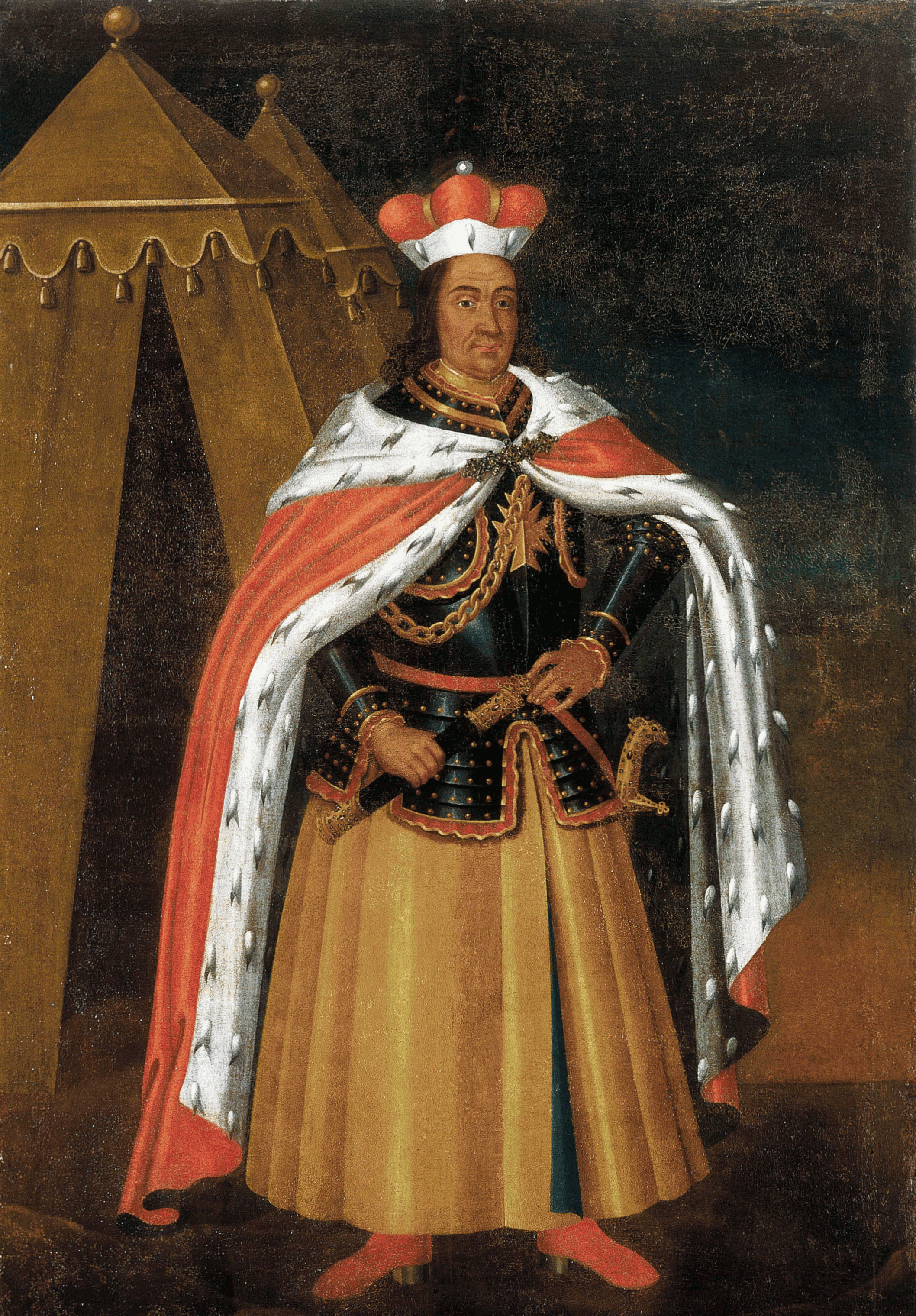
Вітовт
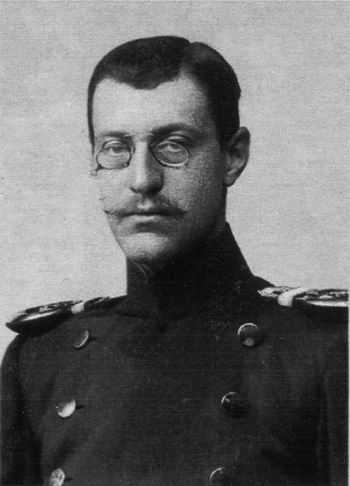
Міндовг II